# Associação Activismo para a Democracia
Die Associação Activismo para a Democracia (auch Associação de Activismo para a Democracia, portugiesisch für Verband des Aktivismus für Demokratie, chinesisch 民主起動) ist eine politische Partei in der Sonderverwaltungszone Macau innerhalb der Volksrepublik China.

## Geschichte
Seit der Parlamentswahl 2005 nimmt die Associação Activismo para a Democracia an den Wahlen zur Gesetzgebenden Versammlung von Macau teil, blieb jedoch immer bei einem Stimmenanteil von unter einem Prozent und konnte so auch nie einen Platz in der Gesetzgebenden Versammlung erringen, obwohl die Organisation und ihr Vorsitzender Lee Kin Yun einen recht hohen Bekanntheitsgrad haben – bedingt durch die kontinuierlichen Teilnahmen an den Wahlen zur Gesetzgebenden Versammlung. Bei der Parlamentswahl 2017 trat die Associação Activismo para a Democracia mit dem Namen Início Democrática an.

## Wahlergebnisse
Die Zivilgesellschaft in Macau ist eher schwach und die meisten Einwohner Macaus ziehen eine pragmatische Politik einer Politik mit radikalen Veränderungen vor. Insgesamt lässt sich sagen, dass der Großteil der Bevölkerung kein Interesse für Politik beziehungsweise Demokratie aufbringt. Selbst das kleine Pro-Demokratie-Lager ist überwiegend moderat. Da sich die Associação Novo Macau ab 2014 zu einem Sammelpunkt von Studenten und jungen Aktivisten entwickelt hat, existiert in dieser gesellschaftlichen Gruppe das einzige nennenswerte Demokratieverständnis. Die sich am Vorbild Hongkong orientierende Partei stellt seit der Parlamentswahl 2017 sogar einen Abgeordneten, während die beiden moderaten etablierten demokratischen Abgeordneten die Partei gen Iniciativa de Desenvolvimento Comunitário de Macau verlassen haben. Abgesehen von dieser neuen jungen Bewegung lässt sich also feststellen, dass unter den wenigen politisch Interessierten Menschen und in dem Pro-Demokratie-Lager nur sehr wenig Potential für radikaldemokratische Parteien wie die Associação Activismo para a Democracia existiert.
| Wahl | Name der Wahlliste                        | Stimmen | Anteil | Sitze |
| ---- | ----------------------------------------- | ------- | ------ | ----- |
| 2005 | Associação do Activismo para a Democracia | 655     | 0,52 % | 0     |
| 2009 | Associação de Activismo para a Democracia | 1.141   | 0,80 % | 0     |
| 2013 | Associação de Activismo para a Democracia | 923     | 0,63 % | 0     |
| 2017 | Início Democrática                        | 279     | 0,16 % | 0     |

## Ausrichtung
Die Partei setzt sich für eine weitreichende Demokratisierung des politischen Systems von Macau ein. Dazu gehört zum Beispiel die Einführung des allgemeinen Wahlrechts für den Regierungschef Macaus, welcher bisher von einem Wahlkomitee gewählt wird, ohne dass die Gesamtheit der Bürger Partizipationsrechte besitzt. Für die Parlamentswahl 2021 soll gelten, dass alle Sitze in einer Direktwahl vergeben werden. Was in anderen Staaten selbstverständlich ist, ist in Macau nicht gegeben. Von 33 Sitzen werden nur 14 Sitze direkt vom Volk gewählt, während sieben Sitze vom Regierungschef Macaus vergeben werden und 12 Mandate von Wahlkomitees in sogenannten funktionellen Wahlkreisen vergeben werden. Die Partei setzt sich auch für die Rechte der Arbeitnehmer ein und ist gegen die Zuwanderung von Arbeitskräften nach Macau, da das jungen Menschen aus Macau die Perspektive auf eine Arbeitsstelle in Macau nimmt.
Auch wenn es mit der Associação Novo Macau eine Partei mit vielen Studenten und jungen Aktivisten ab 2014 gibt, die direktere Demokratisierungsforderungen aufstellt als vor einigen Jahren, ist die Associação Activismo para a Democracia seit vielen Jahren eine kontinuierlich radikaldemokratische Partei, welche so gesehen die radikalsten Forderungen formuliert und entsprechend bei Demonstrationen auftritt.